# Plan de Vallecitos
Plan de Vallecitos är en ort i Mexiko.   Den ligger i kommunen Fresnillo och delstaten Zacatecas, i den centrala delen av landet, 600 km nordväst om huvudstaden Mexico City. Plan de Vallecitos ligger 2 060 meter över havet och antalet invånare är 433.
Terrängen runt Plan de Vallecitos är en högslätt. Runt Plan de Vallecitos är det ganska glesbefolkat, med 38 invånare per kvadratkilometer. Närmaste större samhälle är Lázaro Cárdenas, 12,3 km väster om Plan de Vallecitos. Omgivningarna runt Plan de Vallecitos är i huvudsak ett öppet busklandskap.